# Stockviks FF
Stockviks FF är fotbollssektionen inom Stockviks IF från Stockvik i Sundsvalls kommun som bildades 1934. Klubben har tidigare haft ett samarbete med Granlo BK och spelat under namnet Stockvik/Granlo BK. Säsongen 2019 spelar klubbens herrlag i division 6 Medelpad.

## Profiler inom Stockviks FF
- Bertil Bassen Berggren
- Nicklas Bengtsson
- Benny Mattsson
- Mika Sankala
- Erik Hamrén